# Margaret St. Clair
Margaret St. Clair (n. 17 februarie 1911, Hutchinson, Kansas, SUA – d. 22 noiembrie 1995, Santa Rosa, California, SUA) a fost o scriitoare americană de literatură științifico-fantastică, care a scris și sub pseudonime ca Idris Seabright și Wilton Hazzard.

## Biografie
St. Clair s-a născut în Hutchinson, Kansas. Tatăl ei, membru al Camerei Reprezentanților SUA George A. Neeley, a murit atunci când Margaret avea șapte ani, dar a lăsat-o pe mama ei cu o situație financiară foarte bună. Neavând frați, Margaret și-a amintit de copilăria ca fiind "mai degrabă singuratică și plină de cărți." La șaptesprezece ani, ea și mama sa s-au mutat în California. În 1932, după ce a absolvit Universitatea din California, Berkeley, s-a căsătorit cu scriitorul Eric St. Clair. În 1934 a obținut un doctorat în greaca clasică. Familia St. Clair a trăit într-o casă cu colină, cu o vedere panoramică către ceea ce este acum El Sobrante, California, unde Margaret a grădinărit și a crescut și a vândut cățeluși teckel.
În scrierile sale autobiografice rare, St. Clair a dezvăluit câteva detalii despre viața ei personală, dar interviuri cu persoane care o știau indică faptul că ea și soțul ei au călătorit foarte mult (inclusiv vizite în câteva colonii de nudiști), cei doi au ales să nu aibă copii, iar, în 1966, au fost inițiați în religia Wicca de Raymond Buckland, luând numele magice Froniga și Weyland. Eric St. Clair a avut diverse slujbe, ca statistician, asistent social, horticultor, vânzător de accesorii și asistent de laborator la Universitatea din California, la Departamentul de Fizică Berkeley. El a publicat, de asemenea, numeroase povestiri și articole de presă și a fost "poate cel mai important scriitor american de povestiri pentru copii despre urși, el a vândut aproape 100 de astfel de povestiri".
Familia St. Clair s-a mutat în cele din urmă din El Sobrante într-o casă de pe coasta lângă Point Arena, "unde fiecare fereastră avea o vedere către ocean". Margareta a supraviețuit decesului soțului ei câțiva ani. Un susținător pe tot parcursul vieții al American Friends Service Committee, ea și-a petrecut ultimii ani la Casa prietenilor[nefuncțională – arhivă]
 din Santa Rosa, California. A decedat în 1995 la Santa Rosa.

## Povestiri
St. Clair a scris că "și-a încercat mai întâi norocul cu povestiri cu detectivi și de mister și chiar și cu așa-numitele povestiri de "calitate", înainte de a-și găsi vocația scriind povestiri de fantezie și științifico-fantastice pentru revistele pulp.
Începând cu sfârșitul anilor 1940, St Clair a scris și publicat, după numărătoarea ei, cca. 130 de povestiri scurte. Printre lucrările sale timpurii se numără seria Oona și Jick cu opt povestiri publicate între anii 1947-1949, care a prezentat nenorocirile comice ale "gospodinei viitorului" Oona și ale soțului ei devotat, Jick. Povestirile au loc aparent într-un viitor ideal, dar sunt de fapt o privire satirică asupra vieții domestice postbelice, concentrându-se pe achiziționarea de aparate de uz casnic. St. Clair a remarcat mai târziu că povestirile cu Oona și Jick "nu erau deosebit de populare printre fanii, care erau - ca și acum - o grămadă de oameni destul de lipsită de umor. Tonul ușor al povestirilor părea să jignească cititorii și să-i facă să creadă că mă distrez pe seama lor."
Ea a fost deosebit de prolifică în anii 1950, când a realiat câteva povestiri apreciate și de multe ori retipărite precum "The Man Who Sold Rope to the Gnoles" (1951), "Brightness Falls from the Air" (1951), "An Egg a Month from All Over" (1952) și "Horrer Howce" (1956). Ea s-a inspirat ocazional din educația ei în clasicism și din cunoașterea mitologiei grecești, ca de exemplu în "Mrs. Hawk" (1950), o actualizare modernă a mitului lui Circe, "The Bird" (1951), despre întâlnirea omului modern cu pasărea Phoenix mitologică sau în "The Goddess on the Street Corner" - "Zeița de la colțul străzii" (1953), în care un ghinionist o întâlnește pe Afrodita la fel de vulnerabilă. 
Începând cu anul 1950, odată cu  "The Listening Child", toate povestirile lui St. Clair din revista The Magazine of Fantasy and Science Fiction au apărut sub pseudonimul Idris Seabright. Povestirea apărută sub pseudonimul Seabright, "Personal Monster", a apărut în ediția din septembrie 1955 imediat înainte de povestirea "Too Many Bears" a debutantului în revistă, soțul său, Eric. În nota introductivă a povestirii "Too Many Bears", editorul Anthony Boucher a afirmat că Eric St Clair "este căsătorit în mod indubitabil cu doi dintre scriitorii mei preferați din domeniul science fiction".
Trei dintre povestirile scriitoarei au fost adaptate pentru televiziune. "Mrs. Hawk" a fost ecranizată ca "The Remarkable Mrs. Hawk" pentru sezonul serialului Thriller din 1961, cu Jo Van Fleet în rolul principal. "The Boy Who Predicted Earthquakes -  Băiatul care a prezis cutremure" (1950) și "Brenda" (1954) au fost filmate ca segmente ale sezonului din 1971 ale serialului lui Rod Serling Night Gallery. 
St. Clair a scris doar o mână de povestiri de mister, dar una dintre acestea, The Perfectionist (1946), a fost reprodusă și tradusă pe scară largă și a servit ca inspirație a piesei de teatru A Dash of Bitters de Reginald Denham și Conrad Sutton Smith. A scris, de asemenea, mai multe lucrări de ficțiune și de satiră pentru "revistele domnilor", inclusiv pentru Gent și The Dude. 
Ea a folosit pseudonimul Wilton Hazzard, un nume general folosit în revistele editate de Fiction House, pentru o povestire publicată într-o ediție a revistei Planet Stories care conținea deja o povestire sub numele ei.

## Romane
St. Clair a scris, de asemenea, opt romane, dintre care patru au fost publicate în seria Ace Double. 
Sign of the Labrys (1963) a inclus o folosire devreme a elementelor Wicca în ficțiune; St. Clair a scris că romanul "a fost în primul rând inspirat de cărțile lui Gerald Gardner despre vrăjitorie". Editorul " The Crystal Well", a numit Sign of the Labrys  "un clasic ocult"  iar în revizuirea romanului pentru revista Analog, P. Schuyler Miller a declarat că St. Clair era unul dintre cei mai neapreciați scriitori de literatură științifico-fantastică. Studiul  scriitoarei St. Clair asupra vrăjitoriei a dus la o prietenie cu Raymond Buckland, care a afirmat despre familia Sf. Clair că sunt  "oameni absolut minunați, foarte calzi și iubitori".

## Moștenire
De la începutul carierei sale, St. Clair a fost conștientă de rolul ei neobișnuit de scriitoare într-un domeniu dominat de bărbați. Un articol pe care l-a scris pentru Writer's Digest în 1947, despre vânzarea de povestiri pe piața de science fiction, începe astfel: "De ce este distractiv să scriem science fiction? În prima fază, nu pare atractiv, mai ales pentru o femeie". Când Convenția World Science Fiction a avut loc la Oakland în 1954, Oakland Tribune a subliniat că St Clair este un autor local, cerându-i să le ofere un "meniu al viitorului". Pe coperta din spate a romanului său tipărit în 1963, Sign of the Labrys, scrie cu majuscule literele "Femeile scriu Science-Fiction!" și continuă: "Femeile sunt mai apropiate de primitiv decât bărbații, sunt conștiente de maree și au o amintire îngropată a trecutului obscur și vechi al omenirii, lucruri care poate să apară pentru a colora și a aroma un roman, o femeie de acest fel este Margaret St. Clair..."
Rolul de pionierat al scriitoarei St. Clair ca femeie care scrie science fiction a fost remarcat de Eric Leif Davin în cartea sa Partners in Wonder: Women and the Birth of Science Fiction, 1926-1965.
Margaret St. Clair Papers sunt arhivate la Universitatea din California, Riverside . 
Ramsey Campbell a descris lucrarea lui St. Clair ca fiind "surprinzător de originală" și susține că "nu a fost pe deplin apreciată". 

## Lucrări

### Romane
- The Green Queen (1956)
- Agent of the Unknown (1956, publicat odată cu The World Jones Made)
- The Games of Neith (1960)
- Sign of the Labrys (1963)
- Message from the Eocene (1964)
- The Dolphins of Altair (1967)
- The Shadow People (1969)
- The Dancers of Noyo (1973)

### Colecții de povesti
- Three Worlds of Futurity (1964)
- Change the Sky and Other Stories (1974)
- The Best of Margaret St. Clair (1985)

### Povestiri
- "The Perfectionist" (1946)
- "Rocket to Limbo" (1946)
- "The Boy Who Predicted Earthquakes" (1950)
- "Mrs. Hawk" (1950)
- "The Man Who Sold Rope to the Gnoles" (1951)
- "Brightness Falls from the Air" (1951)
- "The Bird" (1951)
- "An Egg a Month from All Over" (1952)
- "The Goddess on the Street Corner" (1953)
- "Brenda" (1954)
- "Personal Monster" (1955)
- "Horrer Howce" (1956)
- "Lochinvar" (Galaxy Science Fiction, August 1961)
- "An Old Fashioned Bird Christmas" (Galaxy, December 1961)
- "Roberta" (Galaxy, October 1962)